# Едмон де Гонкур
Едмо́н де Гонку́р (фр. Edmond Huot de Goncourt 26 травня 1822, Нансі — 16 липня 1896 Шанрозе (сучасний Дравей) — французький письменник, відомий разом із рідним братом Жулем де Гонкуром як романіст, історик, художній критик і мемуарист.

## Життєпис
Після смерті Жуля у 1871 році продовжив займатися літературною працею один, та видав декілька романів «Дівка Еліза» (фр. La fille Élisa, 1875), «Брати Земганно» (фр. Les frères Zemganno, 1879) — історія двох циркових акробатів; «Актриса Фостен» (фр. La Faustin, 1882) — історія, що ґрунтується на обставинах життя актриси Рашель (1821—1858).
Крім того, він видав ілюстровані монографії про Утамаро (1891) та Хокусая (1896).
За заповітом Едмона де Гонкура, складеним у 1896 році, в 1900 році було засновано «Ґонкурівську академію», і 21 грудня 1903 року було вручено першу Ґонкурівську премію.
Похований на цвинтарі Монмартр.